# 明智頼重
明智 頼重（あけち よりしげ）は、南北朝時代から室町時代の武将。美濃国可児郡明智城主。美濃守護土岐頼貞の九男長山頼基の子。土岐氏支流の明智氏の祖、あるいは二代目とされる。子孫を称する人物としては本能寺の変を起こした明智光秀が著名。

## 略歴
美濃国池田郡で生まれた。可児郡の明智荘を領して明智氏を称した。
観応2年（1351年）従兄にあたる明智頼兼の養嗣子となり、土岐明智家の家督と、可児郡明智荘・同郡の姫郷・尾張国海東郡宮村の地頭職を相続した。
その後は養父と同じく可児郡明智城に在城し、また足利将軍家に仕えて従五位下に叙任したとされる。
明徳元年（1390年）出家して浄栄と号し、家督を嫡男の頼篤に譲っているが、その際に可児郡13郷、土岐郡15郷、多芸郡13郷の所領が頼篤へと安堵されており、頼重の代に明智氏は美濃国内に勢力を拡大している事がうかがえる。
応永30年（1423年）明智郷にて82歳で没した。
兄弟には丸毛氏の祖となった兼貞、日比氏、あるいは藤田氏の祖となった頼澄（頼隆）、岩手氏の祖となった岩手満頼（外山頼行）がおり、また子には嫡男・頼篤のほか、肥田氏を称した頼寿、池田氏を称した頼利、福島氏を称した頼衛、惟任氏と称した頼秀（彦六）、米田氏を称した末子の九郎がいたとされる。
以上は、明智氏の後裔を称する宮城氏の『明智氏一族宮城家相伝系図書』による略歴であり、実像は不明。